# Madagaskar
Madagaskar (malg. Madagasikara, fr. Madagascar), oficjalnie Republika Madagaskaru (malg. Repoblikan’I Madagasikara, fr. République de Madagascar) – państwo wyspiarskie położone na Madagaskarze w zachodniej części Oceanu Indyjskiego, u południowo-wschodnich wybrzeży Afryki. Madagaskar jest czwartą co do wielkości wyspą na świecie i pierwszą w Afryce. Po rozpadzie superkontynentu Gondwana około 88 mln lat temu Madagaskar oddzielił się od subkontynentu indyjskiego, co pozwoliło rodzimej faunie i florze ewoluować we względnej izolacji. Madagaskar ma bardzo bogaty ekosystem; ponad 90% malgaskiej dzikiej przyrody nie występuje w żadnym innym miejscu na Ziemi. Lokalna przyroda jest jednak zagrożona przez dynamicznie wzrastającą populację ludzi, rozwijającą się infrastrukturę i przemysł oraz przez zmiany klimatu.
Według ONZ Madagaskar należy do grup krajów słabo rozwiniętych. Oficjalnymi językami są malgaski i francuski. Większość ludzi wyznaje chrześcijaństwo, wierzenia tradycyjne albo połączenie obu religii. Ekoturystyka i rolnictwo w połączeniu z większymi inwestycjami w edukację, ochronę zdrowia oraz prywatne przedsiębiorstwa to kluczowe elementy strategii rozwoju Madagaskaru. W trakcie kadencji prezydenta Ravalomanany inwestycje przyniosły duży wzrost gospodarczy, jednak poziom jakości życia rósł nierównomiernie, powodując napięcia związane z rosnącymi kosztami życia oraz spadkiem poziomu życia wśród najbiedniejszych i części klasy średniej. W ostatnich latach poziom przestępczości zwiększył się znacząco.
Madagaskar należy do Organizacji Narodów Zjednoczonych, Unii Afrykańskiej, Wspólnoty Rozwoju Afryki Południowej oraz Międzynarodowej Organizacji Frankofonii.

## Geografia
Madagaskar z powierzchnią 587 040 km² jest 46. co do wielkości państwem na świecie, a sama wyspa jest czwarta co do wielkości. Państwo wielkością porównywalne jest do Kenii. Na wschodnim wybrzeżu przeważają niziny, które przechodzą w strome urwiska, centralna część w głównej mierze składa się z wyżyn. Na północy kraju Masyw Tsaratanana zbudowany z gór wulkanicznych (najwyższym szczytem wyspy jest wygasły wulkan Maromokotro 2876 m n.p.m.). Na zachodnim wybrzeżu znajduje się wiele zatoczek i rozległych równin. Południe wyspy to region płaskowyżów i pustyń.
Najwyższym wulkanem na Madagaskarze jest Ankaizina Field, który ma 2878 m wysokości. Ten wulkan jest klasyfikowany jako: Stożek żużlowy.
Wokół wybrzeży Madagaskaru znajdują się niewielkie wysepki: Europa, Juan de Nova, Glorieuses oraz atol Bassas da India, które podlegają administracji francuskiej. Są one przedmiotem sporu terytorialnego pomiędzy Francją a Madagaskarem, który rości sobie do nich prawa. Także przynależność rafy Banc du Geyser jest przedmiotem sporu między Madagaskarem, Francją i Komorami.
Na całej wyspie panuje klimat równikowy. Na wyżynach jest nieco chłodniej. Średnia temperatura w Antananarywie to około +15 °C w lipcu i około +25 °C w lutym.

## Historia
Przypuszczalnie najstarsze wzmianki w źródłach pisanych o Madagaskarze pochodzą z I wieku, a w IV wieku wyspa była znana Arabom, w X wieku została przez nich opisana jako kraj Wag Wag. W XI wieku prawdopodobnie znali go też Chińczycy. Europejczycy poznali Madagaskar w XVI wieku.
Najwcześniejsze ślady człowieka na wyspie pochodzą z epoki żelaza. Zaludnienie odbywało się falowo od I wieku, gdy przybyła ludność pochodzenia malajsko-polinezyjskiego. Przed przybyciem Europejczyków gospodarka Madagaskaru opierała się na handlu, prowadzonym przez osiadłych na północy Arabów. W XIV wieku na wyspę przybyli przodkowie Merina, którzy osiedlili się w centralnej części. Od XV wieku nastąpił rozwój handlu niewolnikami.
Spośród Europejczyków pierwsi na Madagaskar przybyli Portugalczycy, którzy początkowo wykorzystywali wyspę jako przystanek w drodze do Indii. Od XVII wieku wpływy wzmacniali Francuzi, traktujący wyspę jako źródło taniej siły roboczej na swoich plantacjach. Na przełomie XVII / XVIII wieku, konkurencję dla Francuzów stanowili piraci, uprowadzający niewolników. Po ich pokonaniu Francja, planując dalszą kolonizację wyspy, rozpoczęła zakładanie na wybrzeżach faktorii. Na przełomie XVIII / XIX wieku do zdobycia wpływów na Madagaskarze dążyła Wielka Brytania. W 1896 roku zaakceptowała jednak aneksję Madagaskaru przez Francję.
Pierwsze lokalne małe państwa na Madagaskarze tworzyły ludy Sakalawa (początek XVII wieku), Betsimasaraka (połowa XVII wieku) i Merina (przełom XVI / XVII wieku). Do zjednoczenia wyspy nie doszło jednak do XIX wieku z powodu panującego prawa rodowo-plemiennego. Pierwszym królem zjednoczonego królestwa przy wsparciu Anglików został Radama I z ludu Merina. W XIX wieku Europejczycy, dzięki zdobywaniu coraz liczniejszych koncesji, skolonizowali wyspę. Po konfliktach zbrojnych pod koniec XIX wieku między Madagaskarem po jednej stronie a Francją i Anglią po drugiej królestwo Imerina zostało kolonią francuską.
Na początku XX wieku na wyspie szerzyły się ruchy nacjonalistyczne i niepodległościowe, które nasiliły się wraz z powrotem mieszkańców biorących udział w I wojnie światowej, a także po drugiej wojnie światowej.
Podczas II wojny światowej na wyspie trwały walki pomiędzy francuskimi wojskami wiernymi rządowi Vichy a aliantami. Bitwa o Madagaskar trwała w okresie 5 maja – 5 listopada 1942.
W 1958 roku Francja ogłosiła Madagaskar swoim terytorium zamorskim, a w 1960 roku dała mu suwerenność. Od uzyskania niepodległości na Madagaskarze miały miejsce cztery przewroty ustrojowe, u podstaw których znajdowały się kryzys gospodarczy i różnice etniczne.

## Demografia

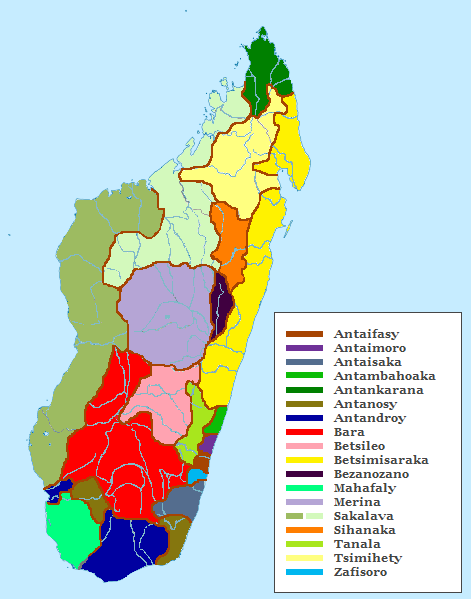
Rozmieszczenie ludów Madagaskaru

Liczba mieszkańców wynosi 23,8 mln, a stosunek kobiet do mężczyzn – 1:1, przyrost naturalny – ok. 2,6% (2015, w roku 2006 ok. 3%). Oczekiwana długość życia noworodków to 64 lata (mężczyźni) i 67 lat (kobiety) (2015). Madagaskar zamieszkują przede wszystkim Malgasze, wśród których wyróżnia się 18 grup etnicznych. Najliczniejsze z nich to:
- Merina: 20,4%
- Betsimisaraka: 15,6%
- Betsileo(inne języki): 10%
- Sakalava: 7,6%
- Tsimihety(inne języki): 7,1%
- Antaisaka: 5,9%
- Tanala: 4,5%
- Tandroy(inne języki): 4,1%
- Antaimoro(inne języki): 4,1%
- Bara: 3,7%
- a także: Antaifasy, Antambahoaka, Antakarana, Antanosy, Bezanozano, Mahafaly, Sihanaka i Zafizoro[27].

Pozostałe narodowości to głównie Chińczycy, Hindusi, Arabowie, Francuzi i Pakistańczycy. Obszary o największej gęstości zaludnienia obejmują centralny i wschodni Madagaskar. Największe miasta to Antananarywa, Toamasina, Fianarantsoa i Mahajanga.

### Język
Językami urzędowymi na Madagaskarze są malgaski (odmiana plateau) i francuski. Łącznie używanych jest 14 poszczególnych języków, z czego 12 to języki rdzenne, a 2 zewnętrzne. Piśmienność wynosi 65%.
Z języków imigrantów najliczniejszymi są: arabski (20 000 użytkowników), chiński (16 000), odmiany języka komoryjskiego (łącznie ok. 20 000), kreolskie Mauritiusa (4000) i Reunionu.

### Religia

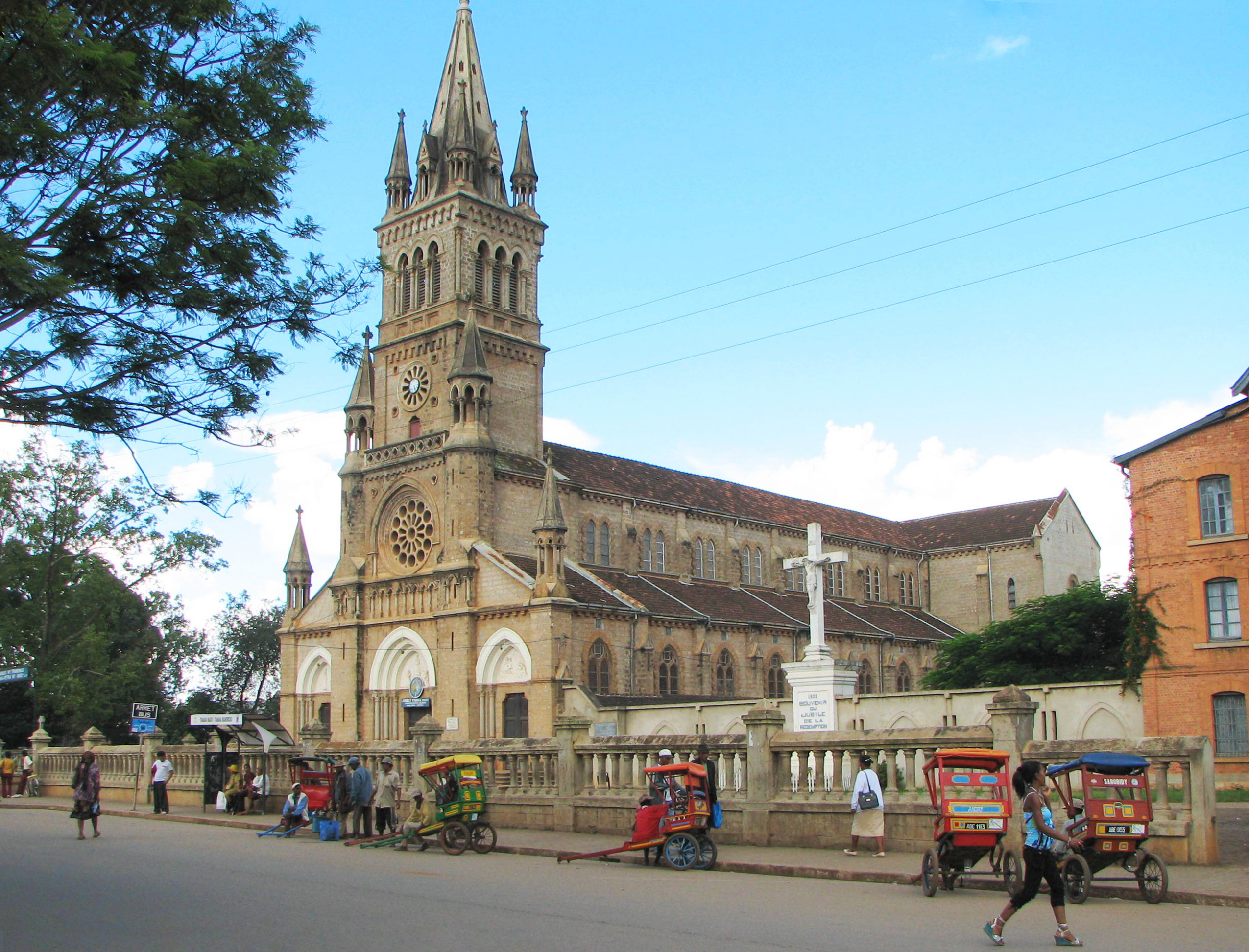
Katedra katolicka w Antsirabe

Struktura religijna kraju w 2020 roku, według The ARDA:
- chrześcijaństwo – 58,1%:
  - protestantyzm – 30,9%,
  - katolicyzm – 25,3%,
  - kościoły niezależne – 4,3%,
  - prawosławie – 0,1%,
- tradycyjne wierzenia afrykańskie – 39,2%,
- islam – 2,1%,
- niereligijni – 0,34%,
- pozostałe religie – 0,23%.

Według danych Pew Research Center z 2021 r. 85,3% populacji to chrześcijanie, 3% muzułmanie, 4,5% wyznawało tradycyjne wierzenia i 6,9% nie miało przynależności religijnej. Powszechne jest zmienianie tożsamości religijnej lub mieszanie tradycji, a wiele osób posiada kombinację wierzeń animistycznych z chrześcijańskimi lub muzułmańskimi. Najwięcej wyznawców islamu zamieszkuje północno-zachodnie wybrzeża.
Lokalne grupy religijne podają, że 70% populacji to chrześcijanie, w skład których wchodzą: katolicy (34%), prezbiteriański Kościół Jezusa Chrystusa na Madagaskarze (18%), luteranie (14%) i anglikanie (4,5%). W ostatnich latach rośnie popularność mniejszościowych kościołów ewangelikalnych, zielonoświątkowych i niezależnych. Do 2020 roku świadkowie Jehowy wzrośli do 38,4 tys. głosicieli.

## Gospodarka

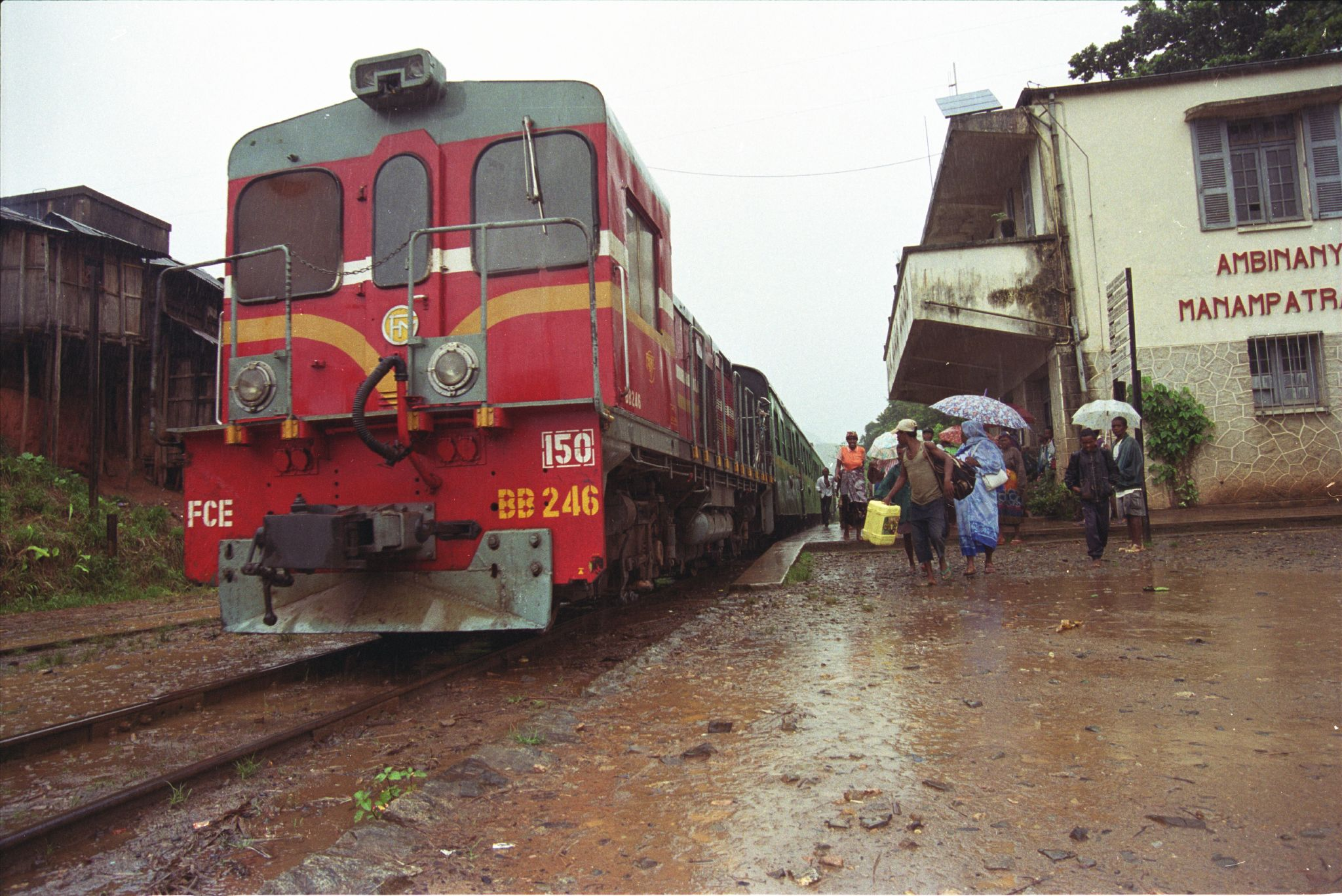
Pociąg w mieście Manampatrana

Madagaskar jest krajem typowo rolniczym. Pracą na roli zajmuje się ok. 75% ludności czynnej zawodowo. Eksportowymi roślinami uprawianymi są: kawa, banany, trzcina cukrowa, przyprawy. Madagaskar od dziesięcioleci kojarzony jest z uprawą wanilii, której jest największym światowym producentem (80%). Uprawiane są również rośliny przemysłowe (bawełna, rafia i agawa sizalska). Lokalne potrzeby żywieniowe zaspokajają: ryż, maniok, bataty, ziemniaki i kukurydza. W tropikalnym klimacie możliwa jest także uprawa: cytrusów, liczi, mango, papai, awokado i melonów. W hodowli przeważa bydło, trzoda chlewna, kozy i owce. Spore znaczenie mają połowy ryb morskich i śródlądowych. Madagaskar obfituje w cenne surowce mineralne (m.in.: rudy chromu, berylu, grafit, mika, nikiel, złoto, kamienie szlachetne), jednak przemysł wydobywczy wciąż nie odgrywa głównej roli w gospodarce państwa. Przetwórstwo obejmuje obróbkę surowców spożywczych. Rozwija się przemysł włókienniczy i skórzany. Podstawą energetyki jest hydroenergetyka (62%) i spalanie paliw kopalnych (38%).
Ubogie społeczeństwo wyspy eksploatuje środowisko w destrukcyjny sposób. Lasy są wycinane i wypalane pod pola uprawne (przeważnie ryżu). Bardzo uboga ziemia powoduje, że po 2–3 latach uprawy są nieopłacalne, co przyczynia się do dalszego wypalania lasów. Wyjałowiona ziemia, pozbawiona większej roślinności szybko eroduje. Woda wypłukuje ziemię, co prowadzi do powstawania ogromnych rozpadlin, a w niższych partiach rzek do gromadzenia się dużych ilości piasku. Zapotrzebowanie na energię w głównej mierze zaspokaja węgiel drzewny. Jego produkcją zajmuje się spory odsetek społeczeństwa kosztem najważniejszego surowca – drewna.
Różne organizacje oraz ekolodzy starają się zmniejszyć degradację środowiska edukując społeczeństwo, sadząc lasy i wdrażając odnawialne źródła energii w wioskach. Sadzone są namorzyny, będące dobrym pożywieniem dla zwierząt hodowlanych. Rozkwita pozyskiwanie olejków zapachowych i innych substancji pochodzenia roślinnego dla światowego przemysłu perfumeryjnego i farmaceutycznego, pozwalając na bardziej ekologiczną eksploatację naturalnych surowców.

### Emisja gazów cieplarnianych
Emisja równoważnika dwutlenku węgla z Madagaskaru wyniosła w 1990 roku 23,471 Mt, z czego jedynie 700 t stanowił dwutlenek węgla, a głównym gazem cieplarnianym był metan, a na drugim miejscu podtlenek azotu. W przeliczeniu na mieszkańca emisja wyniosła wówczas 60 kg dwutlenku węgla, a w przeliczeniu na 1000 dolarów PKB – 37 kg. Głównym źródłem emisji był wówczas transport, choć inne branże miały również istotny wkład. Od tego czasu emisje dwutlenku węgla rosną, z niewielkimi spadkami w niektórych okresach. W 2018 emisja dwutlenku węgla pochodzenia kopalnego wyniosła 4,431 Mt, a w przeliczeniu na mieszkańca 169 kg i w przeliczeniu na 1000 dolarów PKB 116 kg. Przy w miarę stałej emisji metanu i podtlenku azotu i przyroście liczby ludności skutkuje to nieznacznym spadkiem emisji równoważnika dwutlenku węgla na osobę. W tym czasie znacząco wzrósł udział emisji z energetyki, osiągając około połowy wszystkich emisji.

## Transport

Linie kolejowe Madagaskaru

Sieć komunikacyjna w tym kraju jest słabo rozwinięta. Łączna długość wszystkich dróg w 2003 wynosiła 65 663 km (wskaźnik gęstości 11,2 km/100 km²). Nawierzchnia większości głównych dróg jest silnie zniszczona (nieprzyjazny klimat, erozja). Drogi z nieutwardzoną nawierzchnią są nieprzejezdne w porze deszczowej – ich długość wynosi 58 046 km. Mimo tego istnieje silnie rozbudowana sieć połączeń autobusowych z dziesiątkami stowarzyszeń przewoźników oferujących kursy w najodleglejsze zakątki kraju.
Istnieją dwie czynne linie kolejowe między Antananarywą i Toamasiną oraz między Fianarantsoa i Manakarą przy czym pierwsza odgrywa istotną rolę w przewozie towarów między głównym portem wyspy (Toamasina), a stolicą kraju. Druga linia funkcjonuje głównie jako atrakcja turystyczna. Łączna długość linii kolejowych wynosi 854 km (2006). Sieć kolejowa jest wyłącznie wąskotorowa (1000 mm).
Na Madagaskarze są 104 lotniska, z których 27 ma betonowe pasy startowe (2007, liczba lotnisk w 1999 wynosiła 133). Przeloty regionalne obsługuje Air Madagascar. Nie ma bezpośrednich połączeń między poszczególnymi miastami. Cały ruch odbywa się poprzez stolicę kraju, Antananarywę. Na początku 2007 częstotliwość lotów została znacznie ograniczona (do 2–3 razy w miesiącu między głównymi miastami a stolicą) w związku z restrukturyzacją Air Madagascar. Są dwa lotniska międzynarodowe – w Antananarywie oraz na wyspie Nosy Be u północno-zachodnich wybrzeży Madagaskaru, która jest największym kurortem turystycznym kraju. Połączenia międzynarodowe obsługują: Air Madagascar, Air France, Corsair International.
Wzdłuż zachodniego wybrzeża Madagaskaru popularny jest transport morski. Towary i ludzi przewozi się pirogami bądź małymi żaglowcami.

## Siły zbrojne
Madagaskar dysponuje trzema rodzajami sił zbrojnych: wojskami lądowymi, marynarką wojenną oraz siłami powietrznymi. Uzbrojenie sił morskich składa się m.in. z siedmiu okrętów obrony przybrzeża, a sił lądowych m.in. z 12 czołgów, 103 opancerzonych pojazdów bojowych oraz 17 zestawów artylerii holowanej. Siły powietrzne z kolei są uzbrojone m.in. w 6 samolotów transportowych, 2 samoloty szkolno-bojowe oraz 4 śmigłowce. Wojska madagaskarskie liczą 13,5 tys. żołnierzy zawodowych oraz 8,1 tys. rezerwistów. Według rankingu Global Firepower z 2017 madagaskarskie siły zbrojne stanowią 119. siłę militarną na świecie z rocznym budżetem na cele obronne w wysokości 56 mln dolarów (USD).